# Jo-Jo White
Joyner Clifford White dit Jo-Jo White (1er juin 1909 - 9 octobre 1986) est un joueur américain de baseball qui évolue en Ligue majeure de baseball de 1932 à 1944. Ce joueur de champ extérieur remporte les World Series en 1935 avec les Detroit Tigers.

## Carrière
Après des débuts en ligue majeure le 15 avril 1932, Jo-Jo White devient titulaire chez les Detroit Tigers en 1934. Il remporte deux fanions de la ligue américaine (1934 et 1935) et une série mondiale (1935). White perd sa place de titulaire en 1936. Lassé d'être confiné au banc, White obtient son transfert mais se retrouve en ligue mineure, chez les Seattle Rainiers, en décembre 1938. Il revient en ligue majeure lors de la Seconde Guerre mondiale afin de pallier l'absence de ceux partis à l'armée.
Il devient manager en ligues mineures près sa carrière de joueur puis instructeur chez les Cleveland Indians à partir de 1958. Il est manager des Indians par intérim durant un match le 3 août 1960 dans l'attente du nouveau manager, Jimmy Dykes. Remercié par les Indians cinq jours plus tard, White retrouve un emploi d'instructeur chez les Kansas City Athletics (1961-1962), puis les Milwaukee Braves (1963-1966) avant de rejoindre le manager Joe Gordon aux Kansas City Royals comme instructeur (1969).